# Betlejemka (Orawice)

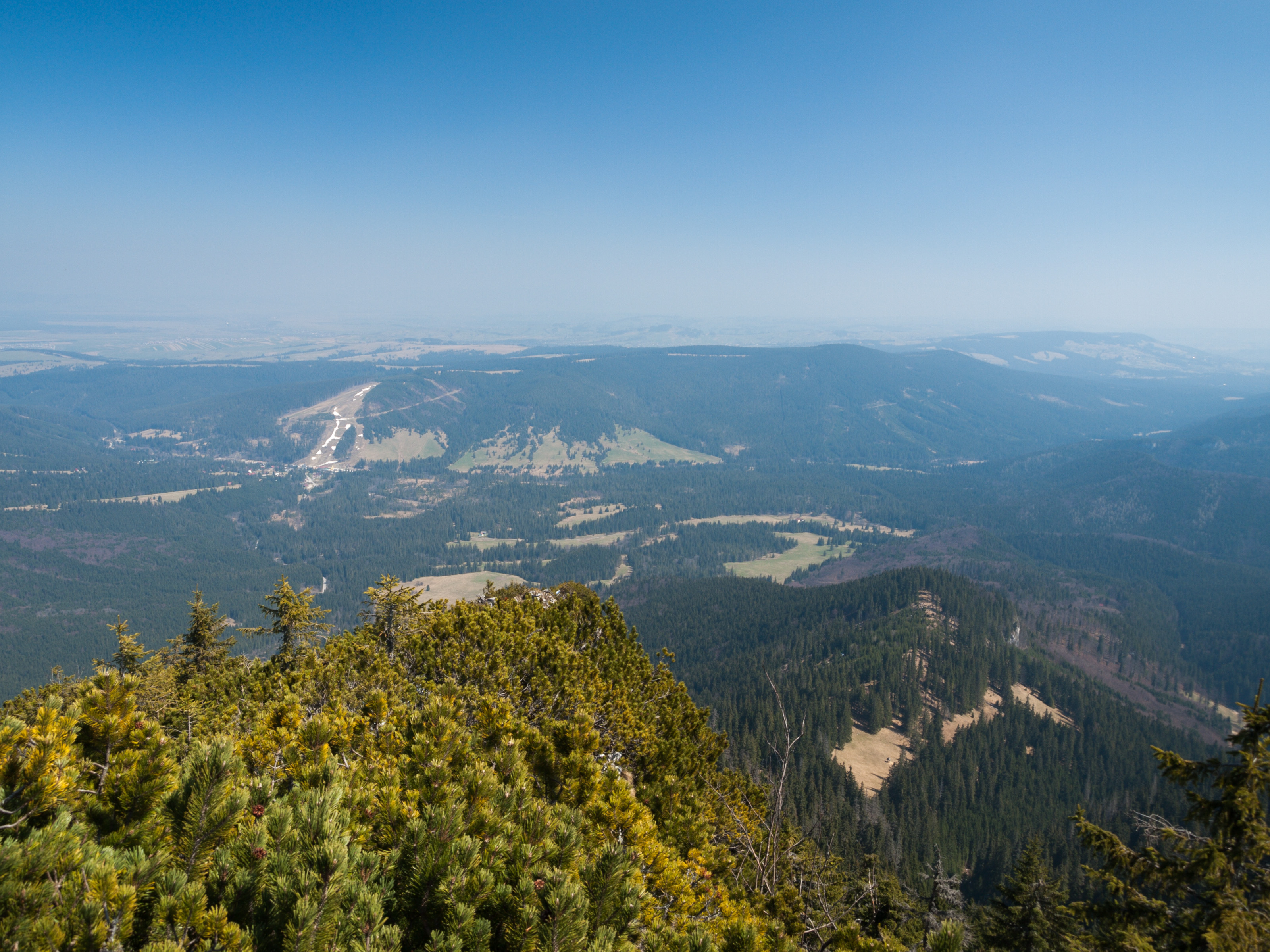
Betlejemka i budynek leśniczówki widoczne u podnóża masywu Osobitej

Betlejemka – duża polana w Kotlinie Orawickiej w miejscowości Orawice na Słowacji. Położona jest po lewej stronie Bobrowieckiego Potoku, pomiędzy Kozim Gronikiem i wzgórzem Jaszczurzyca, naprzeciwko leśniczówki Bobrowiec (horáreň Bobrovec). Znajduje się na obszarze TANAP-u i jest przez tutejszą spółdzielnię rolniczą użytkowana jako łąka.  Na południowo-zachodnim krańcu Betlejemki znajduje się naturalne źródło wody termalnej Jaszczurzyca, wypływający z niego niewielki potok przepływa przez Betlejemkę. Na południowo-wschodnim obrzeżu Betlejemki znajduje się jeszcze jedno źródło wody – Kisła Woda, z którego wypływa woda o zapachu siarkowodoru, przez miejscową ludność uważana za leczniczą.